# Katharine Emily Eggar
Katherine Emily Eggar (* 5. Januar 1874 in London; † 15. August 1961 ebenda) war eine englisch-britische Pianistin und Komponistin. Eggar war ein aktives Mitglied der feministischen Bewegung, insbesondere im Hinblick auf die Möglichkeiten für Frauen in der Musik. Zudem war sie als Laien-Forscherin zu Shakespeare im Rahmen der Shakespeare Oxford Fellowship aktiv.

## Leben
Eggar wurde als Tochter von Thomas Eggar und Katherine Eggar, geborene MacDonald, geboren. Sie studierte Klavier in Berlin am Klindworth-Scharwenka-Konservatorium bei Karl Klindworth, in Brüssel am Conservatoire Royal de Musique bei Arthur De Greef  und Komposition bei Frederick Corder an der Royal Academy of Music in London, wo sie 1895 ihren Abschluss machte. Mit 19 Jahren war sie die erste Frau, die ihre eigenen Kammermusikwerke in einem öffentlichen Konzert in London aufführte.
Zusammen mit der Sängerin Gertrude Eaton und der Musikwissenschaftlerin Marion Scott war sie 1911 Mitbegründerin der Society of Women Musicians in London, deren Präsidentin sie 1914–1915 war. Sie war Mitgründerin der Society of Women Musicians, zu deren Zielen sie auf der Gründungsversammlung 1911 erklärte: „Die Konventionen der Musik müssen in Frage gestellt werden. Frauen stellen die Konventionen bereits auf alle möglichen Arten in Frage […] Wir glauben an eine große Zukunft für Komponistinnen.“ Eggar leitete vierzehntägige Treffen für Komponistinnen der Gesellschaft. Zusammen mit Marion Scott schrieb sie eine Kolumne mit dem Titel Women as Composers of Chamber Music in Chamber Music, einem Supplement der Zeitschrift The Music Student.
Die Shakespeare Oxford Fellowship wurde 1921 von J. Thomas Looney gegründet und befasste sich mit der Frage der William-Shakespeare-Urheberschaft. Ursprünglich vertrat die Fellowship alle Alternativen zum Mainstream-Konsens, nach dem William Shakespeare die ihm zugeschriebenen Stücke auch verfasst hat. Später wurde sie jedoch stark mit den Oxfordianern identifiziert, die Edward de Vere, 17. Earl of Oxford, für den Autor hielten. Eggar wurde früh (1921) „Oxfordianerin“, nachdem sie Looneys Shakespeare Identified gelesen hatte. Sie begann eine lange und intensive Korrespondenz mit Looney, die heute eine wichtige Quelle zu den Entwicklungen und Kontroversen innerhalb der Fellowship darstellt. Eggar blieb vierzig Jahre lang in der Fellowship aktiv und wurde 1929 Mitglied des Exekutivausschusses. Eggar trat zwischenzeitlich aufgrund von Streitigkeiten aus der Gemeinschaft aus, trat aber später wieder bei und gründete die „Edward de Vere Study Group“. Eggar betrieb eigene Forschung, die zu mehreren Broschüren, zwei Dutzend Artikeln, Dutzenden von öffentlichen Vorträgen und einer Biografie über Edward de Vere führte, die zum Zeitpunkt ihres Todes noch unveröffentlicht war. Eggar vermachte ihre 253 Bände umfassende Sammlung ihrer Shakespeare-Forschungen der Senate House Library der Universität London.
Zu ihrem sonstigen Leben ist wenig bekannt. Sie starb 1961.

## Werke (Auswahl)
Eggar komponierte Kammermusik und Gesang, die in vielen Fällen, obwohl sie in Konzerten gut aufgenommen wurden, unveröffentlicht blieben.
Kammermusik
- Piano Quartet in D minor and major, 1906
- Piano Trio in G minor, 1905
- Rhapsodic Impression for violin, viola and piano, 1928
- String Quartet, 1931
- Cello Sonata in C minor
- Suite for cello and piano: Prelude, ballade, landler, finale, 1908
- Idyll for flute and piano, 1910 ((Einspielung online))

Klaviermusik
- Legends of the Norse Gods: Wodin, Thor, Freia, Seater, Sun, Moon, Tiu
- A Tarantella, 1914
- Four characteristic sketches: The Old Castle, The Wishing Well, Romance, At the Fair.
- Moonrise, 1906
- Sun in Springtime, 1935
- Duets for Fun – eight short pieces for child and pianist, 1934

Gesang mit Instrumentalbegleitung
- «I must go down to the sea tonight», scena for baritone and small orchestra
- «My Soul is an enchanted boat» words by Percy Bysshe Shelley for voice and piano quintet, or piano and organ.
- Trios: '«Autumn Leaves», «May Wind» for first and second sopranos and alto with accompaniment of piano quartet (also arranged for female choir and piano), 1909
- «Pan in a City Stone» for soprano, baritone, with flute and piano accompaniment

Gesang mit Klavierbegleitung
- Hope of Spring, two part songs for female voices or soprano and baritone with piano
- «Wolfram’s Dirge» with piano and cello ad lib  words by Thomas Lovell Beddoes, Cycle of Gaelic love lyrics, 1906
- «Curtsy to the Moon», words by H. Taylor, 1906
- «A Fairy Barcarolle (A lake and a fairy boat)», words by Thomas Hood, 1920
- May Wind for three voices and piano, 1909
- «The Purple Moors», 1908
- «Remember me, my Dear» from John Forbes 'Cantus, songs and fancies' (1682), Song one of six, 1909
- «The Holly Bough and the Misletoe», A Christmas Carol, words by W. E. Grogan

## Veröffentlichungen (Auswahl)
Frauen in der Musik
- Marion Scott as Founder of the Society of Women Musicians. In: Papers of the Society of Women Musicians. Royal College of Musicians Library, London.
- Mit Marion M. Scott: Women as Composers of Chamber Music. In: The Music Student Supplement. Mai 1914.

Shakespeare
- Diverse Broschüren, darunter Shakespeare in His True Colors (1951) und The Unlifted Shadow (1954)
- Sale of an alleged Portrait of Edward de Vere. In: Shakespeare Authorship Review. 1960.
- Gwynneth Bowen: «What We Learn of de Vere from Shakespeare’s Fools and Clowns», a review of a lecture by Eggar. In: Shakespeare Fellowship Newsletter. 1957.
- The Seventeenth Earl of Oxford as musician, poet, and Controller of the Queen’s Revels. In: The Proceedings of the British Musical Association. Band 61, 1934, S. 39–59.